# Liste d'îles de Suède
Ceci est une liste des plus grandes îles de la Suède. Selon le rapport statistique de 2013, il y a un total 267 570 îles en Suède, dont moins de 1 000 sont habitées. Leur superficie totale est de 1,2 million d'hectares, ce qui correspond à 3 % de la superficie totale de la Suède.
Les statistiques démographiques approximatives datent de 2015.

## Tri par taille
| Île             | Surface   | Population |
| --------------- | --------- | ---------- |
| Gotland         | 2 994 km² | 57 000     |
| Öland           | 1 342 km² | 25 000     |
| Södertörn       | 1 207 km² | 800 000    |
| Orust           | 346 km²   | 15 000     |
| Hisingen        | 199 km²   | 125 000    |
| Värmdö          | 181 km²   | 48 000     |
| Tjörn           | 148 km²   | 15 000     |
| Väddö et Björkö | 128 km²   | 1 700      |
| Fårö            | 113 km²   | 500        |
| Selaön          | 95 km²    | 1 800      |
| Gräsö           | 93 km²    | 800        |
| Svartsjölandet  | 82 km²    | 8 700      |
| Hertsön         | 73 km²    | 22 000     |
| Alnön           | 68 km²    | 8 300      |
| Ekerö et Munsö  | 68 km²    | 11 500     |
| Tosterön-Aspön  | 66 km²    | 3 600      |
| Ingarö          | 63 km²    | 6 900      |
| Ljusterö        | 62 km²    | 1 500      |
| Torsö           | 62 km²    | 520        |
| Ammerön         | 60 km²    | 100        |
| Kållandsö       | 57 km²    | 1 100      |